# Einsatz Reinhardt

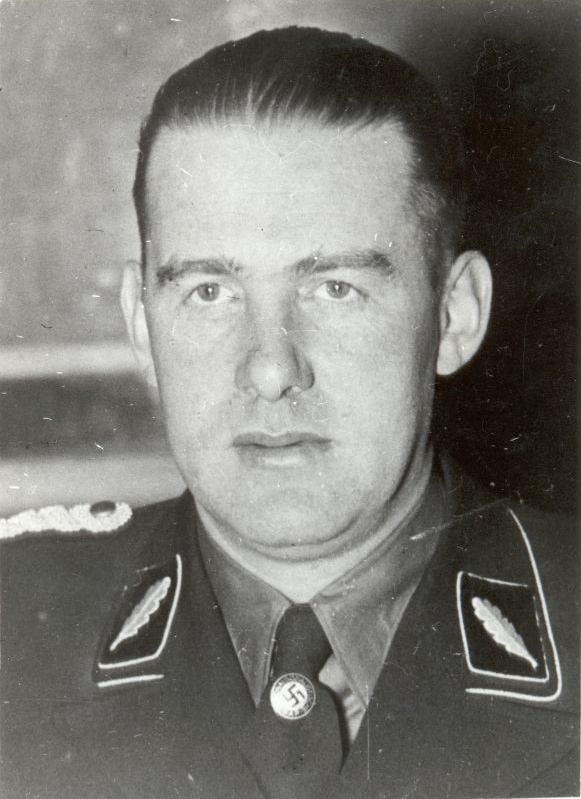
SS-Brigadeführer Odilo Globocnik, szef Einsatz Reinhardt

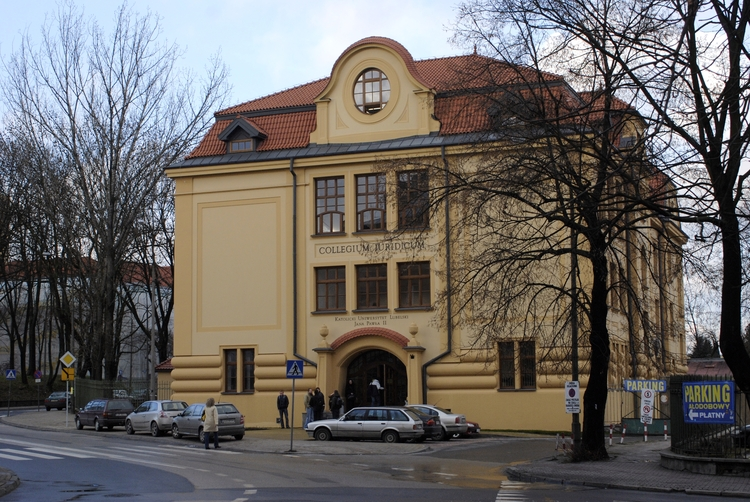
Siedziba sztabu operacji Reinhardt przy ul. Spokojnej 1 w Lublinie, obecnie siedziba Collegium Iuridicum Katolickiego Uniwersytetu Lubelskiego Jana Pawła II

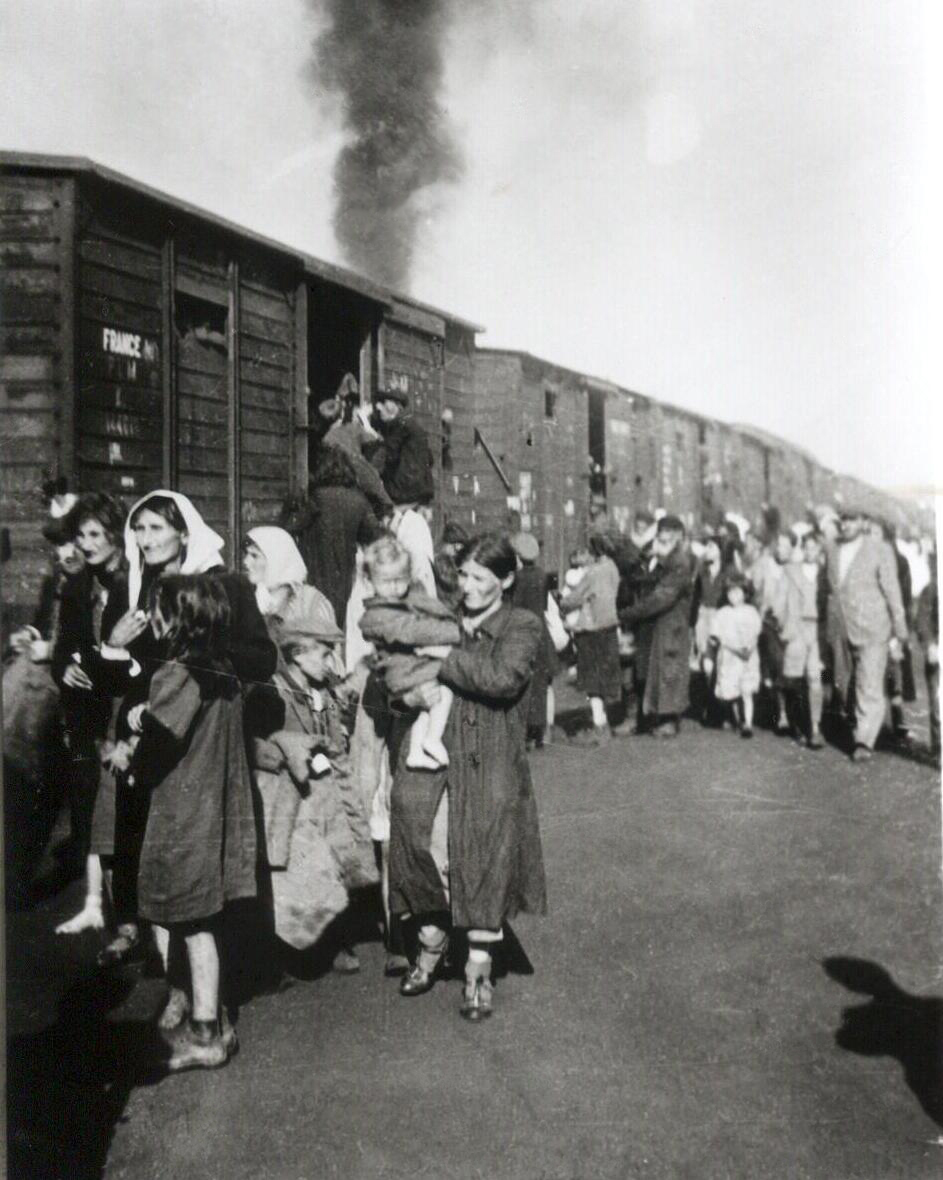
Żydzi z siedleckiego getta wsiadający do pociągu do obozu zagłady w Treblince

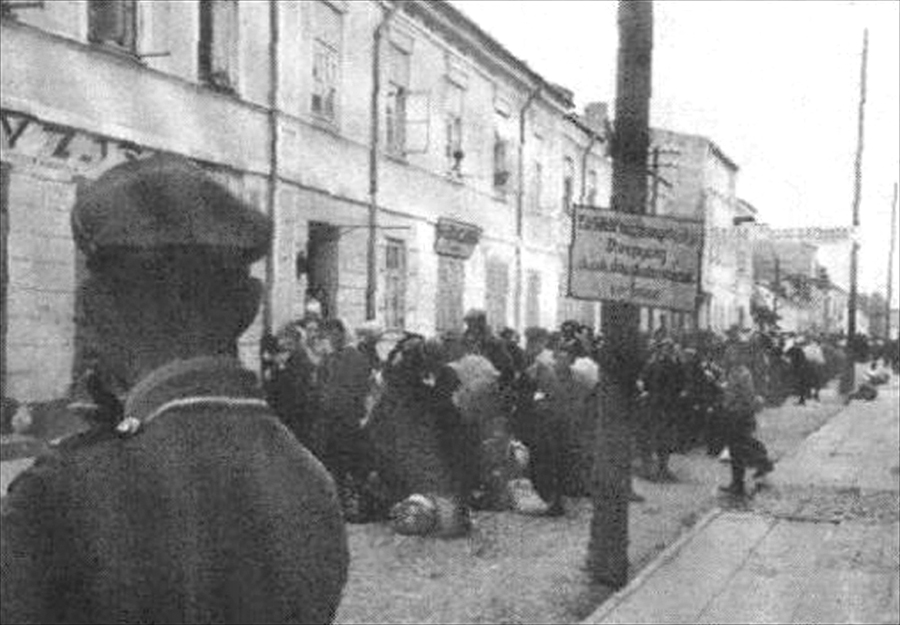
Deportacja Żydów z Białej Podlaskiej

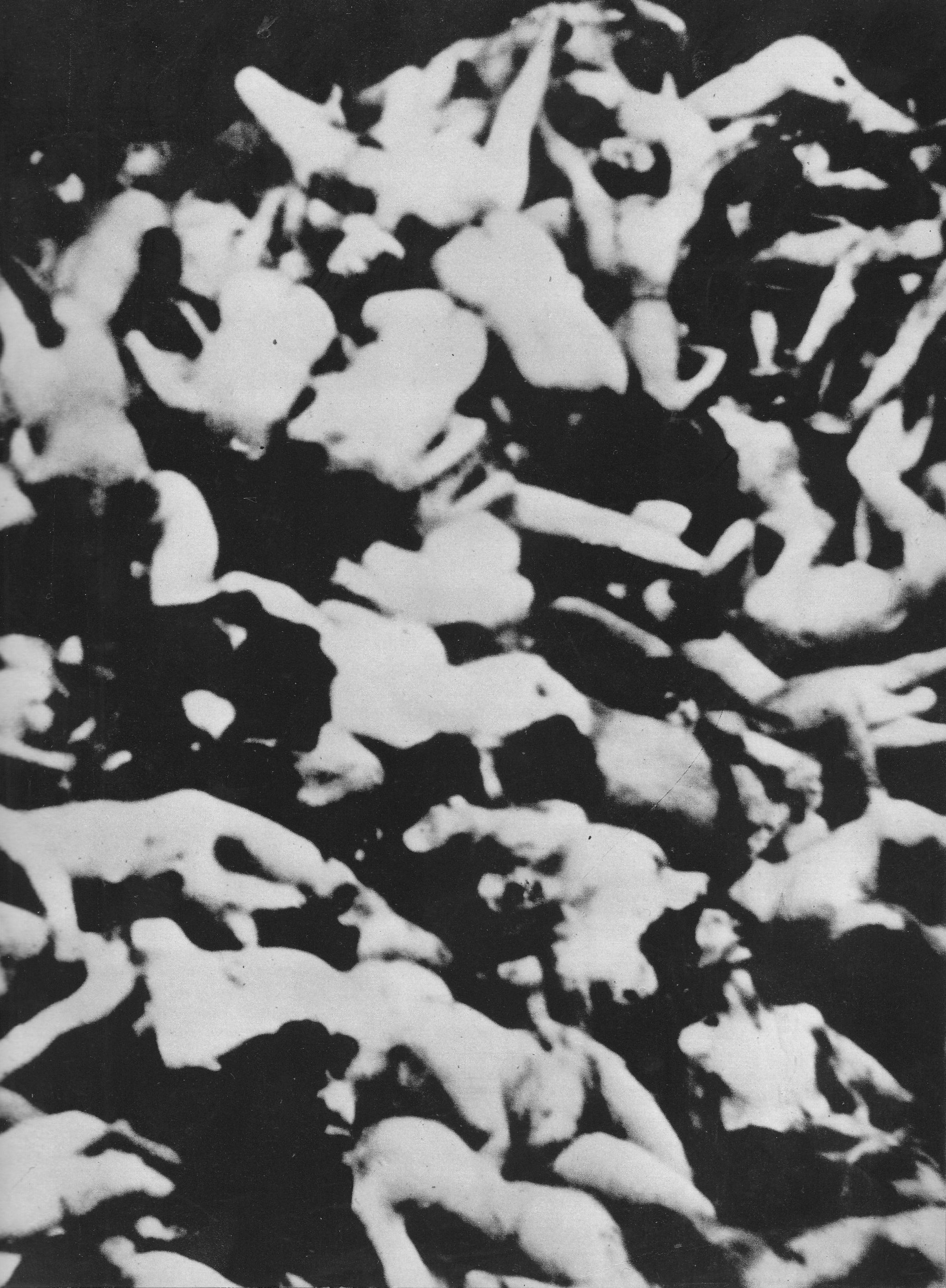
Ciała ofiar zagazowanych w komorach gazowych w obozie zagłady w Treblince

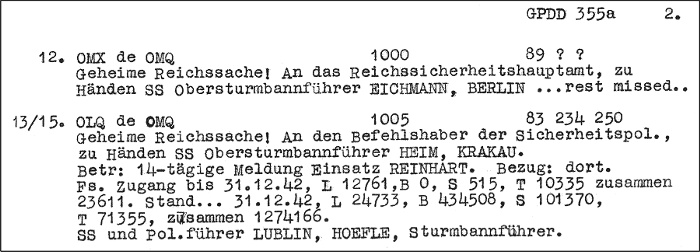
Telegram Hermanna Höflego ze stycznia 1943 z liczbą Żydów zamordowanych na Majdanku, Bełżcu, Sobiborze i w Treblince

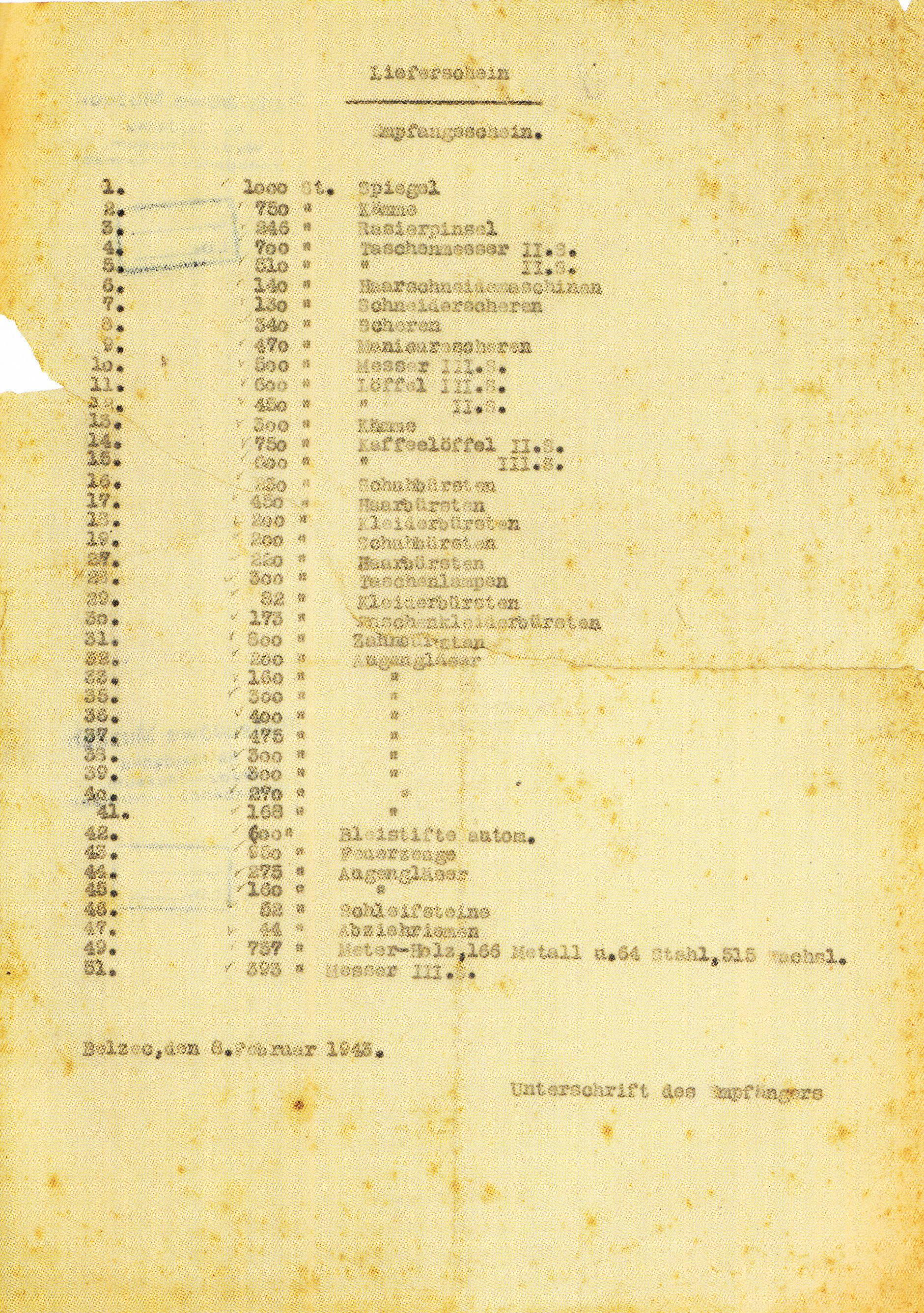
Wykaz przedmiotów przesłanych 8 lutego 1943 do magazynów akcji „Reinhardt” w Lublinie z obozu zagłady w Bełżcu

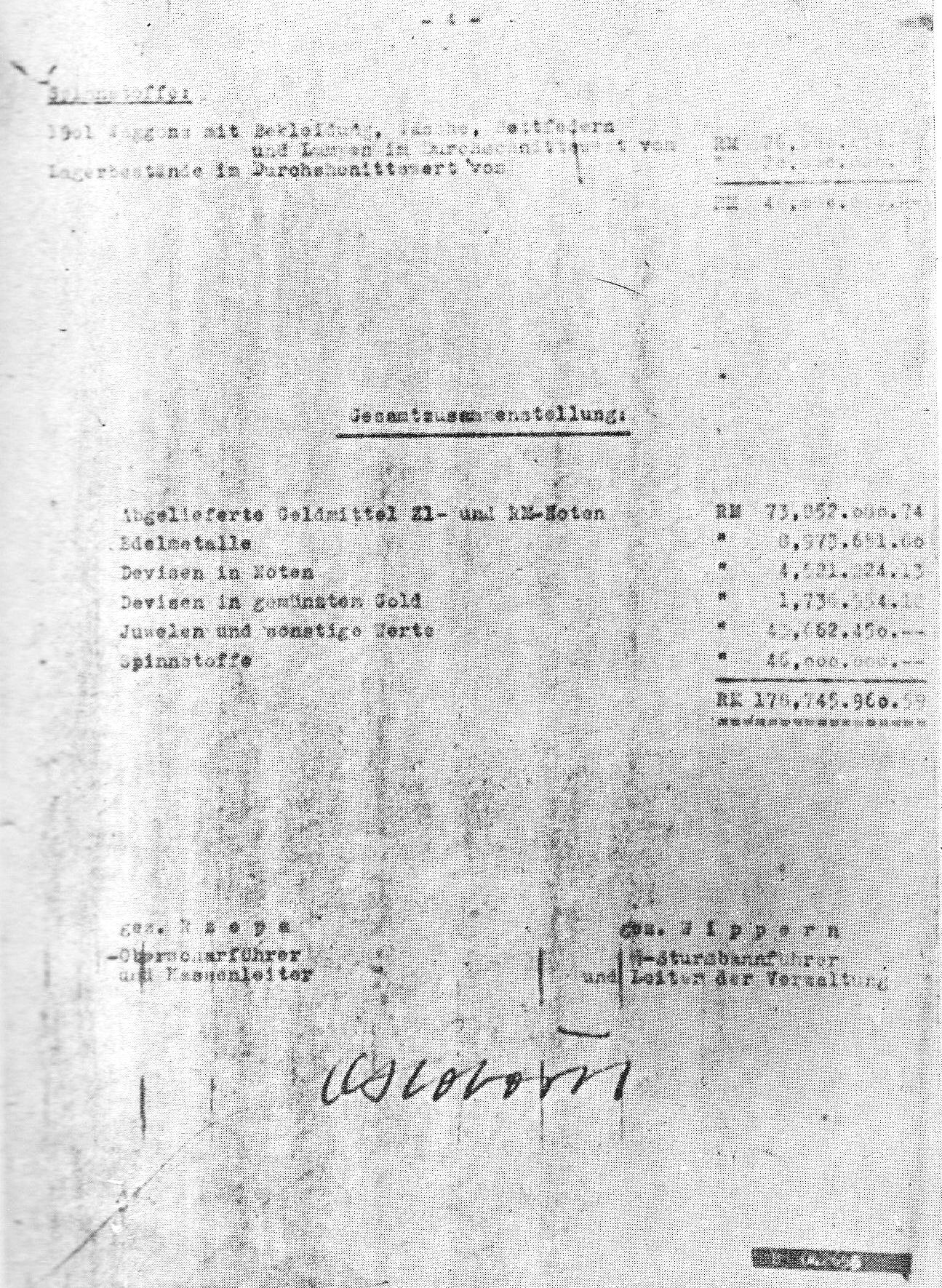
Ostatnia strona sprawozdania Odilo Globocnika z 15 grudnia 1943, podpisanego także przez Oberscharführera Rzepę i Sturmbannführera Wipperna, zawierającego rozliczenie finansowe akcji „Reinhardt”

Einsatz Reinhardt, Aktion Reinhardt (pol. akcja „Reinhardt”) – kryptonim akcji zagłady Żydów z Generalnego Gubernatorstwa i Okręgu Białostockiego przeprowadzonej w latach 1942–1943 na terytorium okupowanej Polski w ramach tzw. ostatecznego rozwiązania kwestii żydowskiej (niem. Endlösung der Judenfrage).
W czasie kilkunastu miesięcy zamordowano ok. 1,85 mln Żydów. Większość była obywatelami II RP.

## Geneza
W grudniu 1941 rozpoczęto gazowanie Żydów w obozie zagłady Kulmhof w Chełmnie nad Nerem w Kraju Warty.
20 stycznia 1942 podczas konferencji w Wannsee ustalono logistyczne i organizacyjne aspekty dotyczące eksterminacji ludności żydowskiej. Konferencji przewodniczył SS-Gruppenführer Reinhard Heydrich, szef RSHA, protektor Rzeszy dla Czech i Moraw. Akcji nadano później kryptonim „Reinhardt” na cześć Reinharda Heydricha.

## Przebieg
Sztab akcji pod kierownictwem dowódcy SS i policji w dystrykcie lubelskim SS-Brigadeführera Odilo Globocnika mieścił się w Lublinie przy ul. Spokojnej 1, w dawnej siedzibie Męskiego Gimnazjum i Liceum im. Stefana Batorego. W czasie okupacji budynek nosił nazwę „Koszary im. Juliusa Schrecka” – na cześć pomysłodawcy SS i nieformalnego adiutanta Adolfa Hitlera Juliusa Schrecka. Szefem sztabu akcji był Hermann Höfle.
W ramach operacji powstały trzy SS-Sonderkommandos Einsatz Reinhardt, SS wykorzystywało cudzoziemskich najemników, rekrutowanych przeważnie spośród jeńców sowieckich w niewoli niemieckiej. Komanda SS kierowały akcją zagłady w trzech ośrodkach: w Bełżcu, w Sobiborze i w Treblince. Na lokalizację obozów wybrano tereny leśne, leżące we wschodniej części Generalnego Gubernatorstwa, w pobliżu linii kolejowych. Ważnym czynnikiem lokalizacji obozów był fakt, że w ich pobliżu znajdowały się duże skupiska ludności żydowskiej.
Wykorzystywano również obozy powstałe w zamierzeniu jako koncentracyjne: Majdanek (KL Lublin) oraz Auschwitz-Birkenau (w prowincji Górny Śląsk).
Żydzi ginęli także w towarzyszących deportacjom do obozów pacyfikacjach gett. Przywożono do nich także Żydów z innych krajów europejskich, m.in. z Holandii, Austrii, Słowacji, Niemiec i Grecji. W trzech głównych obozach akcji „Reinhardt” zamordowano ok. 135 tys. osób z zagranicy.
W skład zespołu zajmującego się eksterminacją Żydów na terenie Generalnego Gubernatorstwa wchodziło ok. 450 Niemców i Austriaków. Zostali oni zobowiązani do nieudzielania jakichkolwiek informacji na temat jej przebiegu, a w obozach obowiązywał zakaz fotografowania.
Metoda zabijania została opracowana na podstawie wcześniejszych niemieckich doświadczeń „eutanazji” niepełnosprawnych i chorych umysłowo, jako „nieprzydatnych” (akcja T-4). Duża część niemieckiego i austriackiego personelu bezpośrednio dokonującego ludobójstwa uczestniczyła wcześniej w akcji T-4. Żydów zwożono do obozów pociągami (zwykle w nieludzkich warunkach, w zatłoczonych wagonach towarowych). Przybyłym kazano zdeponować kosztowności i rozebrać się, a następnie kierowano ich do komór gazowych (pod pretekstem kąpieli i dezynfekcji przed dalszą podróżą) i zagazowywano w ciągu 10–20 minut gazem spalinowym bądź cyklonem B. Przed zagazowaniem kobietom ścinano włosy, a wszystkim martwym ofiarom po wyciągnięciu z komór wyrywano sztuczne – złote lub srebrne – zęby. Ciała ofiar w pierwszym okresie grzebano, później palono. Popioły zakopywano na terenie obozów.
Na zakończenie akcji, w listopadzie 1943, przeprowadzono akcję Erntefest („Dożynki”).
Operację Reinhardt zrelacjonował w swoim raporcie SS-Gruppenführer Fritz Katzmann, Dowódca SS i Policji w Dystrykcie Galicja. Raport nazywany jest od nazwiska autora Raportem Katzmanna i zawiera szczegółowy urzędowy opis przeprowadzonej akcji eksterminacyjnej w tym dystrykcie.
W Generalnym Gubernatorstwie nie pozostało ani jedno getto.

### Liczba ofiar
Łącznie w czasie akcji „Reinhardt” zginęło ok. 1,85 mln Żydów, z czego w trzech głównych ośrodkach zagłady i na Majdanku ok. 1,5 mln. Tysiące osób zamordowano podczas towarzyszących wysiedleniom egzekucji (m.in. ok. 30 tys. osób w dystrykcie krakowskim i ponad 100 tys. osób w dystrykcie Galicja).

### Dynamika eksterminacji
Próba uchwycenia dynamiki procesu eksterminacji w czasie została podjęta przede wszystkim w oparciu o analizę transportów kolejowych do obozów zagłady w Bełżcu, Sobiborze i Treblince. Na podstawie szczegółowych danych zachowanych w archiwach Deutsche Reichsbahn opracowano trasy i czas przejazdu ok. 480 transportów z 393 miejscowości na terenie Generalnej Guberni i Okręgu Białystockiego. Niewielkie luki uzupełniono stosując statystyczne metody interpolacji. Analiza czasowa procesu wskazuje, że choć Operacja Reinhard trwała 21 miesięcy (od marca 1942 do listopada 1943), jej szczyt przypadł na okres około 5 miesięcy od lipca do listopada 1942 roku. Według Lewiego Stone’a w ciągu 3 miesięcy, od sierpnia do października 1942, uwzględniając transporty do Auschwitz oraz aktywność Einsatzgruppen osiągnięto największą skalę ludobójstwa w historii. Jego zdaniem średnia miesięczna liczna eksterminowanych w tym czasie Żydów przewyższa wszystkie pozostałe znane przypadki ludobójstwa, w tym w średnią miesięczną liczbę zamordowanych w Rwandzie w 1994,
| Rok/miesiąc | Liczba zabitych |
| ----------- | --------------- |
| 1942 03     | 50 tys.         |
| 1942 04     | 45 tys.         |
| 1942 05     | 50 tys.         |
| 1942 06     | 40 tys.         |
| 1942 07     | 110 tys.        |
| 1942 08     | 400 tys.        |
| 1942 09     | 290 tys.        |
| 1942 10     | 300 tys.        |
| 1942 11     | 150 tys.        |
| 1942 12     | 40 tys.         |
| 1943 01     | 30 tys.         |
| 1943 02     | 20 tys.         |
| 1943 03     | 15 tys.         |
| 1943 04     | 15 tys.         |
| 1943 05     | 5 tys.          |
| 1943 06     | 5 tys.          |
| 1943 07     | 5 tys.          |
| 1943 08     | 10 tys.         |
| 1943 09     | 15 tys.         |
| 1943 10     | 5 tys.          |
| 1943 11     | 5 tys.          |

## Geografia i logistyka
W ramach Operacji Reinhard eksterminację prowadzono głównie w 3 obozach: Bełżec, Sobibór i Treblinka. Analiza terytorialna ruchu na liniach kolejowych wskazuje, że Żydów transportowano z gett i innych miejsc zamieszkania do najbliższego geograficznie obozu.
| Obóz      | Zasięg terytorialny transportów                           | Liczba eksterminowanych |
| --------- | --------------------------------------------------------- | ----------------------- |
| Bełżec    | dystrykt krakowski (część wschodnia), dystrykt galicyjski | 450 tys.                |
| Sobibór   | dystrykt lubelski                                         | 130 tys.                |
| Treblinka | dystrykt warszawski, dystrykt radomski, Okręg Białostocki | 900 tys.                |

## Wyniki finansowe
Rzeczy odebrane ofiarom sortowano w obozach, a następnie odsyłano do obozu pracy na tzw. Flugplatzu w Lublinie. Tam zalegały na olbrzymich hałdach w hangarach po dawnej fabryce samolotów i barakach magazynowych. Przedmioty szczególnie wartościowe przewożono do budynku przy ul. Chopina 27 w Lublinie (budynek Biblioteki KUL).
Gotówkę w markach niemieckich i polskich złotych, waluty obce w banknotach i złocie przekazywano do Banku Rzeszy, biżuterię, klejnoty, złote zegarki, stare monety etc. do Głównego Urzędu Gospodarczego i Administracyjnego SS, przedmioty wykonane z metali zwykłych przekazano wojsku, materiały włókiennicze (odzież, bieliznę, pierze) odsyłano do zakładów wskazanych przez Ministerstwo Gospodarki Rzeszy, sprzęty domowe w dobrym stanie osadnikom niemieckim w Generalnym Gubernatorstwie, a rzeczy gorszej jakości niszczono lub przekazywano miejscowej ludności.
Według przedstawionego przez Odila Globocnika szczegółowego sprawozdania, w okresie od 1 kwietnia 1942 do 15 grudnia 1943 korzyści finansowe dla III Rzeszy wynikające z przejęcia przedmiotów i środków finansowych należących do Żydów wyniosły 178,7 mln marek niemieckich. Globocnik podkreślił jednocześnie, że do oszacowania ich wartości przyjęto najniższe ceny, a w przypadku walut zagranicznych ich kurs przedwojenny. Uzyskano m.in. :
- 236 sztab złota o wadze 2,9 tony,
- 2143 sztaby srebra o wadze 18,7 ton,
- 15 kg platyny,
- dewizy w banknotach z 48 krajów
- dewizy w złotych monetach z 34 krajów
- 15 883 złotych pierścieni z brylantami i diamentami,
- 9019 złotych zegarków damskich na rękę
- 3681 złotych męskich zegarków kieszonkowych
- 60 125 zegarków różnego rodzaju
- 103 614 zegarków wymagających naprawy
- 114,2 kg pereł
- 130 dużych brylantów
- 29 391 par okularów,
- 1901 wagonów materiałów włókienniczych.

Wszystkie wydatki związane z akcją „Reinhardt” (m.in. koszty transportu Żydów do obozów zagłady, które wyniosły ok. 4,7 mln marek) finansowano z odebranych Żydom zasobów gotówkowych.
Wartość mienia zagrabionego ludności żydowskiej była w rzeczywistości znacznie wyższa, niż określona w raporcie Globocnika. Wykazał on głównie przedmioty odebrane Żydom w obozach. Zestawienie nie obejmuje także własności ofiar, którą zatrzymali dla siebie członkowie sztabu akcji, esesmani, członkowie formacji policyjnych i jednostek pomocniczych biorący udział w akcjach wysiedleńczych, funkcjonariusze administracji cywilnej oraz zwykli Niemcy.